# Bounce Streetdance Company
Bounce Streetdance Company var ett stockholmsbaserat danskompani som startades 1997. Gruppen har haft medlemmar som kommit och gått men den senaste uppsättningen inkluderade Jennie Widegren, Fredrik "Benke" Rydman, Alvaro Aguilera, David Dalmo, Filmon "Fille" Michael, Ambra Succi och Joe Jobe. Tidigare medlemmar: Karl Dyall och Karim Rahali Carlsson och Sandra Meneses. 
Gruppen upplöstes i april 2010.

## Karriär
Med showen The Score (premiär i april 2003), som enligt medlemmarna var inspirerad av actionfilmer som exempelvis Matrix, blev Bounce även internationellt kända för en större publik. Showens röda tråd var ett rån där alla medlemmarna spelar varsin roll.
I showen Bounce Live! (premiär januari 2005) var temat mer personligt, och där behandlades alla medlemmarnas relation till dansen och historien bakom den. I Bounce Live! medverkar inte bara dansarna själva utan även ett band som spelar musiken live precis som showens titel antyder.
Bounce har setts som en stor bidragsfaktor till att streetdansen fått ett stort uppsving i Sverige de senaste åren, vilket de inte bara har lyckats med genom sina föreställningar. Sedan 2003 arrangerade de även Bounce Summer Camp, där unga dansare från hela landet samlades under några sommarveckor för att dansa för medlemmarna i gruppen.
Under hösten 2005 var Bounce dessutom både jurymedlemmar och lärare i dansdokusåpan Floor Filler på svenska TV3.
2006 fick Bounce Svenska Dagbladets operapris.
Den 8 juli 2009 arrangerade Bounce en "flash mob". De dansade på Sergels torg, Stockholms centralstation och Stureplan till låten "Beat It" för att hylla den nyligen bortgångne Michael Jackson, något som bland annat uppmärksammades av den amerikanska bloggaren Perez Hilton.
Gruppen upplöstes i april 2010. Deras sista föreställning hette The Last Bounce och gick i Globen, som den fyllde 5 gånger om. Över 300 gästdansare medverkade i showen, som även sändes i SVT2.

## Produktioner[4]
- 1998 – Rot
- 1999 – Rot 2
- 1999 – Asfalt
- 1999 – Rotmos
- 2000 – Freaky Flow
- 2001 – Bounce the Show
- 2002 – Bounce vs. Petter
- 2003 – The Score
- 2005 – Bounce live på Nalen
- 2006 – Gökboet
- 2009 – Caution! på Orionteatern
- 2010 – The Last Bounce på Globen